# St. Marks (Floride)
Pour les articles homonymes, voir Saint Marks.
St. Marks est une ville américaine située dans le comté de Wakulla, dans la région de Big Bend en Floride.

## Démographie
| 1850 | 1930 | 1970 | 1980 | 1990 | 2000 |
| ---- | ---- | ---- | ---- | ---- | ---- |
| 189  | 217  | 366  | 286  | 307  | 272  |

| 2010 | - | - | - | - | - |
| ---- | - | - | - | - | - |
| 293  | - | - | - | - | - |

Selon le recensement de 2010, St. Marks compte 293 habitants. La municipalité s'étend sur 1,94 milles carrés (5,02 km2).